# Lilium Jet
Der Lilium Jet war ein in Entwicklung befindliches 36-motoriges, elektrisch angetriebenes, senkrecht startendes und landendes Luftfahrzeug (eVTOL) des insolventen Unternehmens Lilium N.V. mit Geschäftsstelle in Gauting am Sonderflughafen Oberpfaffenhofen. Das Fluggerät soll sieben Personen befördern können und ab 2026 als Lufttaxi vermarktet werden. Anders als die Bezeichnung „Jet“ vermuten lässt, besitzt es keine Strahltriebwerke, sondern schwenkbare Mantelpropeller.

## Geschichte
Ab 2015 wurde der Einsitzer entwickelt. Der unbemannte Erstflug eines zweisitzigen Prototyps fand am 20. April 2017 auf dem Flugplatz Oberpfaffenhofen in der Nähe von München statt. Am 4. Mai 2019 hob dort auch erstmals der fünfsitzige Prototyp des Lilium Jets für etwa 40 Sekunden vom Boden ab. Er wurde wenig später der Öffentlichkeit präsentiert. Der ursprünglich für 2024 geplante Marktstart mit einem 7-Sitzer wurde im März 2022 auf das Jahr 2025 verschoben. Auch ein 16-Sitzer ist bereits geplant. Im Februar 2024 wurde die Auslieferung der ersten Jets auf Mitte 2026 verschoben. Im April 2022, beim ersten öffentlichen Testflug wurden erstmals die 24 an den Tragflächen angebrachten Triebwerke eines unbemannten, maßstäblich verkleinerten Demonstrators des Lilium Jets in die für einen nur durch das Flügelprofil erzeugten aerodynamischen Auftrieb notwendige horizontal Endposition gebracht. Die zwölf in den Canards am Bug angebrachten Mantelpropeller wurden dagegen in geneigter Stellung belassen. Sie trugen daher zumindest teilweise noch zum Auftrieb bei. Inzwischen gelang die vollständige Transition des Demonstrators vom Vertikal- zum Horizontalflug.
Der Lufttaxi-Betreiber und Vertriebspartner eVolare hatte im Dezember 2022 mehrere Exemplare einer Spezialversion des Lilium Jets für den Einsatz in London bestellt. Neue Strategie ab Januar 2023 war, die Fluggeräte in kleinerer Stückzahl zu höheren Preisen zu verkaufen (nicht mehr nur die Flug-/Taxi-Dienstleistung). Die Montage von Rumpfelementen fand ab September 2023 in Zusammenarbeit mit Aciturri in Spanien statt. Die Reifen des Lilium Jets wurden von Michelin entwickelt und geliefert. Lilium erweiterte im November 2023 die bereits bestehende Zusammenarbeit mit InoBat, einer slowakischen Firma für Batteriezellen. Singapore Airshow 2024: Philjets bestellte 10 Lilium Jets, um damit ein eVTOL-Netz auf den Philippinen und in anderen Ländern aufzubauen. Eine strategische Partnerschaft mit Fraport und Star Charge wurde eingegangen. Ladestandard ist Combined Charging System (CCS). Auch die Lufthansa hatte Interesse an einer Zusammenarbeit.

## Entwicklung
Anhand vieler Modelle in verkleinertem Maßstab wurden Konstruktionsvarianten untersucht, bei denen die Tragflächen für den Übergang vom Senkrecht- zum Horizontalflug nach vorn klappen. 2015 flog ein erster Demonstrator mit der Bezeichnung Falcon im Maßstab 1:2. Im Lauf von weiteren Tests erreichte der Prototyp eine Geschwindigkeit von über 100 km/h. Seit 2019 durchlief der Lilium Jet nach Herstellerangaben das Zulassungsverfahren der EASA. Die Kohlenstofffasern, aus denen Rumpf, Flügel und Klappen hergestellt werden sollten, wollte Lilium von Toray beziehen. Avionik und Flugsteuerung sollten von Honeywell geliefert werden. Das Unternehmen Customcells sollte in Tübingen die Lithium-Ionen-Batterien für die Fluggeräte entwickeln und fertigen. Im Oktober 2021 wurde bekanntgegeben, dass ABB ein Schnellladenetz für Lilium entwickeln, testen und bereitstellen solle.
Bei dem ersten öffentlichen Test eines unbemannten, maßstäblich verkleinerten Demonstrators des Lilium Jets im April 2022 wurden erstmals die 24 an den Tragflächen angebrachten Triebwerke in die für einen aerodynamischen Auftrieb notwendige horizontale Endposition gebracht, die zwölf in den Canards am Bug angebrachten Triebwerke wurden dagegen in einer geneigten Stellung belassen und trugen daher zumindest teilweise als Hubtriebwerke zum Auftrieb bei. Im März 2023 wurde die geplante Maximalgeschwindigkeit von 250 km/h erfolgreich demonstriert, wobei alle Triebwerke die horizontale Endposition einnahmen.
Ende Mai 2024 wurde auf der Luftfahrtmesse EBACE in Genf ein seriennahes Mockup des Lilium Jets vorgestellt.

## Konstruktion

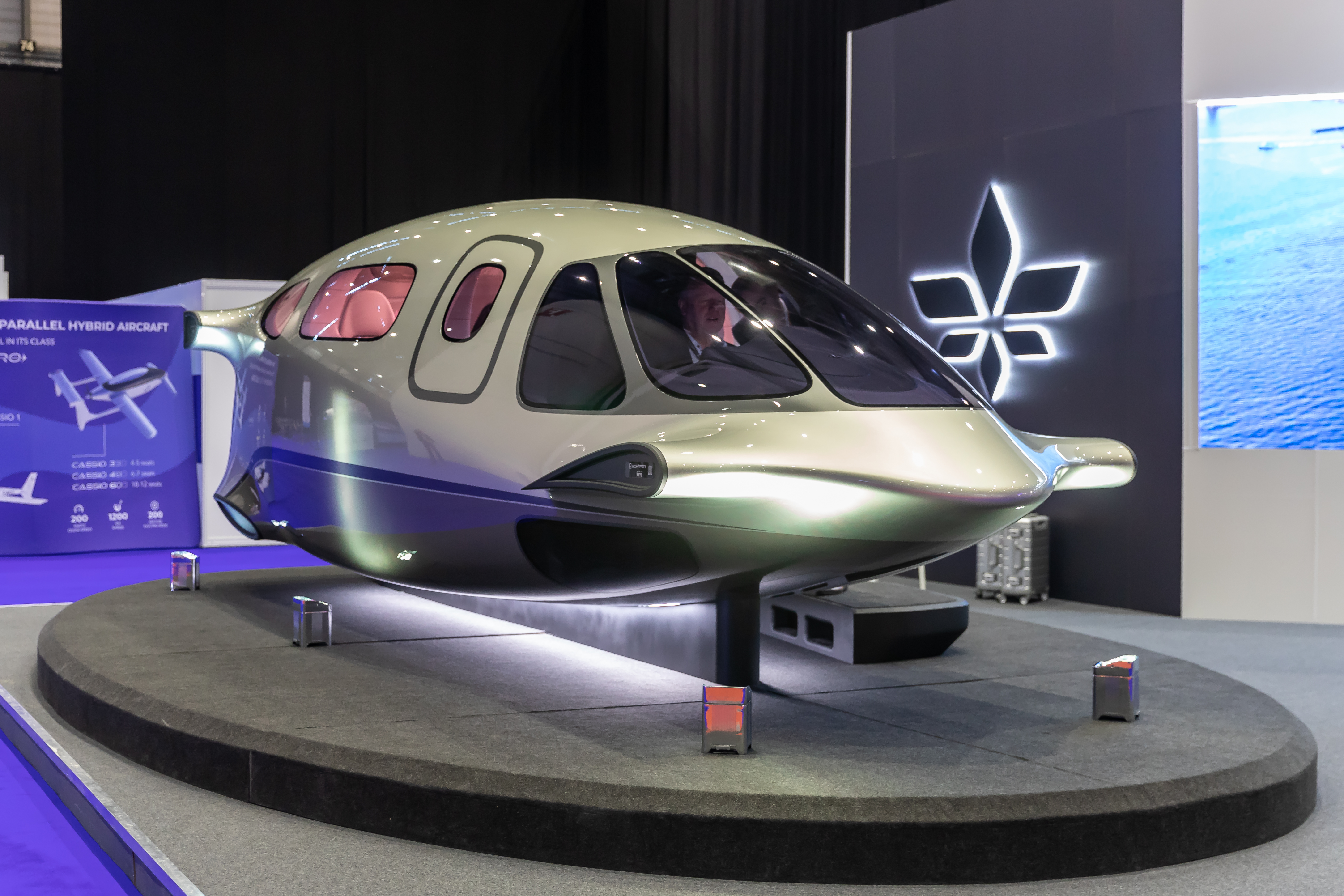
Lilium Jet, Modell Kabine

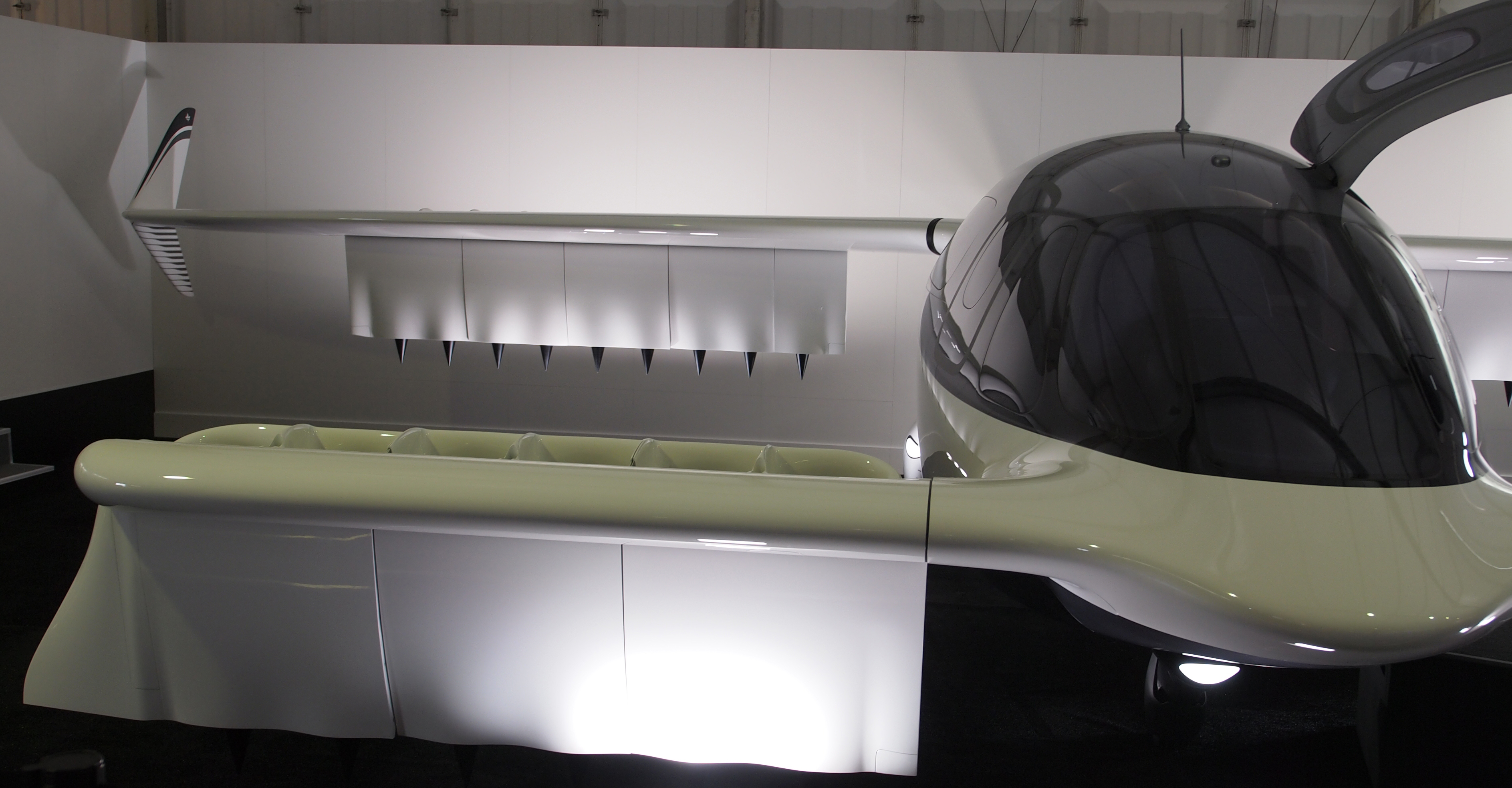
Lilium Jet, Modell M 1:1 ILA24 Berlin

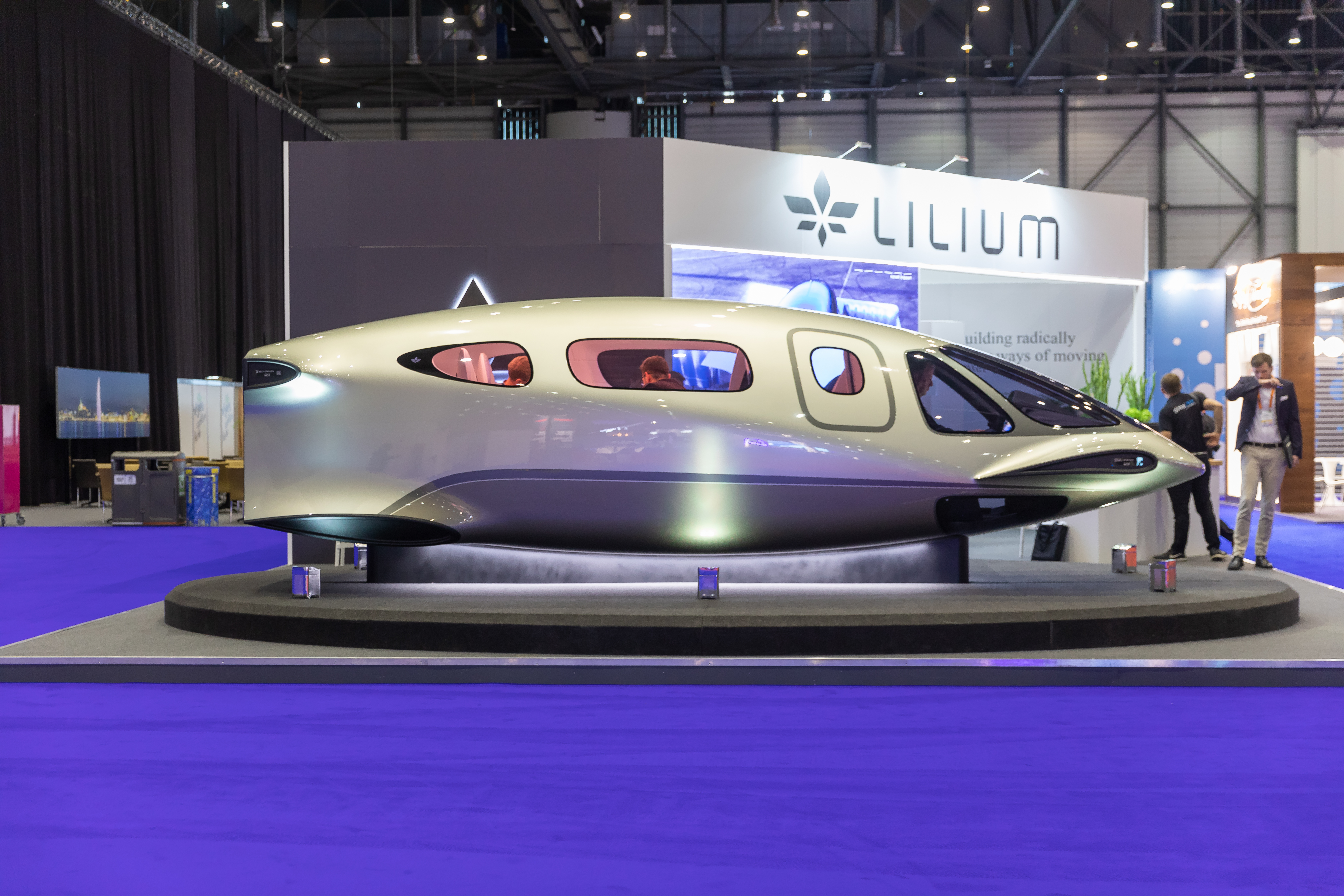
Lilium static demonstrator, EBACE 2023

Der Antrieb des Fluggeräts sollte aus 36 Elektromotoren bestehen, die jeweils auf einen Mantelpropeller wirken. Bei dem als Entenflugzeug ausgelegten Wandelflugzeug befinden sich je sechs Mantelpropeller auf den vorderen beiden Tragflächen und je zwölf auf den hinteren Flächen. Hinter einem festen Teil der Tragflächen sind die Propeller und Triebwerke in kippbaren Tragflächenteilen (vom Hersteller in Analogie zu Landeklappen als flaps bezeichnet) installiert, die zum senkrechten Start nach unten geschwenkt werden. Zum Übergang vom Schwebe- in den Horizontalflug wird ein Vorwärtsschub erzeugt, wonach die Tragflächen den notwendigen Auftrieb übernehmen. Dies ist energetisch wesentlich ökonomischer als die Auftriebserzeugung ausschließlich durch Rotoren.

### Technische Daten
Die technischen Daten stammen zum Teil aus der Entwicklungsphase April 2017.
| Kenngröße             | 2-Sitzer                                                                                  | 5-Sitzer                                                                                  | 7-Sitzer                                                                                  | 16-Sitzer |
| --------------------- | ----------------------------------------------------------------------------------------- | ----------------------------------------------------------------------------------------- | ----------------------------------------------------------------------------------------- | --------- |
| Besatzung             | Pilot, selbststeuernd möglich                                                             | Pilot, selbststeuernd möglich                                                             | 1 Pilot                                                                                   | 1 Pilot   |
| Passagiere            | 2                                                                                         | 5                                                                                         | 6–8                                                                                       | 15        |
| max. Startmasse       | 640 kg                                                                                    | 1.300 kg                                                                                  | 3.175 kg                                                                                  |           |
| Leermasse             | 440 kg                                                                                    |                                                                                           |                                                                                           |           |
| Nutzlast              | 200 kg                                                                                    |                                                                                           |                                                                                           |           |
| Reisegeschwindigkeit  | 280 km/h                                                                                  | 280 km/h                                                                                  | 250 km/h                                                                                  |           |
| Höchstgeschwindigkeit | 300 km/h                                                                                  | 300 km/h                                                                                  | 300 km/h                                                                                  |           |
| Reiseflughöhe         | 3000 m                                                                                    | 3000 m                                                                                    | 3000 m                                                                                    |           |
| Reichweite            | 150 – 250 – 300 km                                                                        | 150 – 250 – 300 km                                                                        | 175 km                                                                                    |           |
| max. Flugdauer        | 60 min                                                                                    | 60 min                                                                                    | 60 min                                                                                    |           |
| Triebwerke            | 36 Elektromotoren, die jeweils schwenkbare Mantelpropeller antreiben, mit zusammen 320 kW | 36 Elektromotoren, die jeweils schwenkbare Mantelpropeller antreiben, mit zusammen 320 kW | 36 Elektromotoren, die jeweils schwenkbare Mantelpropeller antreiben, mit zusammen 320 kW | 30        |

## Einschätzungen zur Realisierbarkeit
Anfang 2020 veröffentlichte das Fachmagazin aerokurier unter dem Titel Hoffnungsträger oder Hochstapler? eine Fundamentalkritik am Konzept des Lilium Jets,
die kurz darauf vom Nachrichtenmagazin Der Spiegel aufgegriffen und verstärkt wurde. Die Kritik basierte auf einer Studie,
die ein Ingenieur erstellt hatte, deren Ergebnisse schließlich von zwei unabhängigen Luftfahrtexperten, Erol Özger von der Technischen Hochschule Ingolstadt und Mirko Hornung, Professor für Luftfahrtsysteme an der Technischen Universität München, bestätigt wurden. Darin wurde dargelegt, dass die von Lilium bekanntgegebene Reichweite von 300 km mit heutiger Batterietechnik und den eingeplanten 36 kleinen Mantelpropellern (Ducted Fans) nicht annähernd erreichbar sei. Er hebt auch hervor, es sei „extrem schwierig“, gleichzeitig viel Schub für den Senkrechtstart und hohe Effizienz für den Reiseflug zu erreichen. Ein weiteres Problem sei es wegen der hohen Strahlgeschwindigkeit, den Lärm auf für die Bevölkerung akzeptablem Niveau zu begrenzen. Dem widersprach in einem Artikel des deutschsprachigen Ablegers des Magazins Technology Review vom 24. Februar 2020 der Fachgebietsleiter für Luftfahrzeugbau und Leichtbau an der TU Berlin, Andreas Bardenhagen. Nach seiner Analyse sind die Ziele von Lilium zwar „sehr ambitioniert, aber nicht unmöglich“. Allerdings wäre dazu unter anderem eine erhebliche Steigerung der Energiedichte der Akkus notwendig. In einem Interview mit der Süddeutschen Zeitung im Juli 2020 ging der Lilium-Vorstandsvorsitzende Daniel Wiegand auf die Reichweitendiskussion ein, indem er sagte: „Wir müssen am Anfang mindestens 150 bis 180 Kilometer erreichen […], und das werden wir deutlich übertreffen“.

## Nutzung und Kunden
Der Lilium Jet sollte ursprünglich nicht als Fluggerät selbst verkauft werden, sondern seine Dienstleistung als Flugtaxi. Das Unternehmen plante, dieses Angebot ab 2025 in mindestens zwei Städten einzurichten. Im Januar 2023 kündigte das Unternehmen an, nicht nur auf die Dienstleistung als Flugtaxi zu setzen, sondern Fluggeräte auch verkaufen zu wollen.
Stand Dezember 2024 umfasst Liliums Bestellbuch insgesamt 108 Festaufträge und Reservierungen, 82 Optionen und fast 600 Fluggeräte im Rahmen von Absichtserklärungen. Zu den Festaufträgen gehören unter anderem Bestellungen von Saudi Arabian Airlines (50 Fluggeräte) und Urbanlink aus den USA (20 Fluggeräte).

## Zwischenfall
Am 27. Februar 2020 verbrannte der erste Prototyp bei Wartungsarbeiten.

## Auszeichnung
Am 25. September 2019 wurde in Singapur der Design-Preis Red Dot Award Design Concept vergeben. Lilium wurde Preisträger der Unternehmen Amerikas und Europas, zusammen mit 12 anderen Firmen. Der Lilium Jet gewann den IF Gold Award 2021 in der Disziplin professionelles Konzept.

## Verwandte Entwicklungen
- Airbus Vahana (Projekt wurde 2019 eingestellt)